# Exocentrus procerulus
Exocentrus procerulus là một loài bọ cánh cứng trong họ Cerambycidae.